# William DeHart Hubbard
William DeHart Hubbard (25. listopadu 1903, Cincinnati – 23. června 1976 Cleveland) byl americký atlet, olympijský vítěz ve skoku do dálky.
Jako první Afroameričan získal zlatou olympijskou medaili v individuální disciplíně – zvítězil v soutěži dálkařů na olympiádě v Paříži v roce 1924 výkonem 744 cm. O rok později vytvořil světový rekord ve skoku do dálky výkonem 789 cm.
Startoval rovněž na olympiádě v Amsterdamu v roce 1928, zde skončil mezi dálkaři na jedenáctém místě. Šestkrát (v letech 1922 až 1927) získal titul mistra USA ve skoku do dálky.